# Β-异佛尔酮
β-异佛尔酮（英語：β-Isophorone）是一种化学式为(CH3)3C6H7O的有机化合物，结构上是一个六元环状的β,γ-不饱和酮，常温常压下为无色液体，是工业上生产α-异佛尔酮中的一种中间产物。